# Nürnberger Land
Districtul Nürnberger Land  este un district rural (germană: Landkreis) din regiunea administrativă Franconia Mijlocie, landul Bavaria, Germania.

## Orașe și comune
| orașe 1. Altdorf b.Nürnberg (15.283) 2. Hersbruck (12.426) 3. Lauf a.d.Pegnitz (26.248) 4. Röthenbach a.d.Pegnitz (12.120) 5. Velden (1.826) comune (târg) 1. Feucht (13.355) 2. Neuhaus a.d.Pegnitz (2.944) 3. Schnaittach (8.270) | comune 1. Alfeld (1.160) 2. Burgthann (11.428) 3. Engelthal (1.154) 4. Happurg (3.688) 5. Hartenstein (1.398) 6. Henfenfeld (1.887) 7. Kirchensittenbach (2.203) 8. Leinburg (6.458) 9. Neunkirchen a.Sand (4.716) 10. Offenhausen (1.647) 11. Ottensoos (2.054) 12. Pommelsbrunn (5.381) 13. Reichenschwand (2.256) 14. Rückersdorf (4.462) 15. Schwaig b.Nürnberg (8.385) 16. Schwarzenbruck (8.576) 17. Simmelsdorf (3.258) 18. Vorra (1.826) 19. Winkelhaid (3.979) |

1. 1 2 3  GeoNames